# Radha Bharadwaj
Radha Bharadwaj (...) è una regista, sceneggiatrice e produttrice cinematografica indiana.
Durante la sua adolescenza si trasferì negli Stati Uniti per studiare cinema. Bharadwaj debuttò al cinema con Closet Land, presentato al Toronto Film Festival e acclamato dalla critica. Il film fu pubblicato dalla Universal Studios nel 1991, rendendo Radha Bharadwaj il primo regista di origine indiana ad avere un film distribuito da una major di Hollywood. Il film fu interpretato da Alan Rickman e Madeleine Stowe, e fu prodotto da Ron Howard e Brian Grazer. La sceneggiatura del film vinse il Nicholl Fellowships in Screenwriting della Academy of Motion Picture Arts and Sciences. 
Nel 1998 la regista pubblica il suo secondo film, Basil, basato sull'omonimo romanzo di Wilkie Collins. Il film, girato in Inghilterra è interpretato da Christian Slater, Jared Leto e Claire Forlani; fu selezionato per il Toronto International Film Festival e fu proiettato al Los Angeles Film Festival.  